# Ange Abrate
Ange (Angelo) Abrate, né le 21 avril 1900 à Turin et mort le 10 septembre 1985 à Sallanches (Haute-Savoie) est un peintre de montagne d'origine piémontaise avant de venir s'installer en France.

## Biographie
Né le 21 avril 1900 à Turin, il passe une partie de son enfance, à partir de 1908, à Marseille où ses parents ont émigré. De retour à Turin, à l'âge de 16 ans, il doit travailler pour subvenir aux besoins de ses parents. Il devient ouvrier dans la métallurgie.
Sa passion pour la montagne le conduit pendant ses loisirs à la pratique de l'alpinisme et il réalise plusieurs premières dans les plus grands massifs alpins. Il est admis à 23 ans comme membre du Club alpin italien (CAI) et sera également membre du Club alpin français (CAF) et du Peloton de gendarmerie de haute montagne (PGHM) à Chamonix,. À l'âge de 27 ans, alors qu'il était devenu dessinateur industriel, il décide, compte tenu du succès de ses premières expositions, de se consacrer complètement à la peinture. Il est membre de la Société des peintres de montagne (SPM) à partir de 1929. Il s'installe d'abord à Courmayeur (Aoste), puis, en 1933 à Sallanches, où il construit lui-même sa maison en 1938, et dont il sera nommé citoyen d'honneur en 1976.
Il publie son autobiographie (titre original : L'ultima tela) chez Arthaud en 1976.
Il meurt le 10 septembre 1985 dans sa ville d'adoption.

## Carrière artistique
Ange Abrate est un peintre autodidacte et on ne lui connaît aucune formation artistique avérée. Admirateur et ami de Cesare Maggi qu'il rencontra pour la première fois durant l'hiver 1920 sur les hauteurs de Sauze d'Oulx, il resteront de grands amis jusqu'à la mort de ce dernier en 1960. Il se liera d'amitié également avec les peintres Joseph-Victor Communal et Francis Cariffa. Sa première exposition au CAI à Turin en 1924 lance sa carrière. Elle sera suivie de nombreuses autres expositions ; d'abord à Chamonix en 1927 puis à Turin en 1928. On le retrouve ensuite à Milan, à Paris à la galerie Écalle en 1937, Zermatt, etc. Il obtient le premier prix à l'Exposition nationale de la montagne à Turin en 1970. La SPM lui a consacré une rétrospective en 1992,.

## Œuvres
Il a peint essentiellement des paysages de montagne et de haute montagne, n'hésitant pas à emporter avec lui son matériel lors de ses courses d'alpinisme. Il peint, le plus souvent, sur panneau et d'abord exclusivement au couteau (jusqu'en 1944) sauf les ciels qu'il exécute au pinceau. Il est spécialement connu pour ses « grisailles », paysages de montagne sous le mauvais temps, faits de dégradés de gris où il excelle. Il a également redécouvert les calanques de Marseille qu'il a peint à la fin de sa vie. Ses tableaux sont présents dans de nombreux musées. Il a laissé un legs important à la commune de Sallanches qui expose ses tableaux à la mairie.
Ange Abrate fut aussi un auteur. Il collabora à plusieurs périodiques et revues de montagne italiennes, françaises et suisses. En 1973, il fit éditer à Aoste un livre en italien, « L'Ultima Tela », un roman en partie autobiographique, traduit en français et édité aux éditions Arthaud sous le titre « La Dernière Toile ».